# Vinstsparande
Vinstsparande, tidigare erbjudet under varumärkena Vinnarkonto och Miljonkonto, är i Sverige sedan 1978 benämningen på en form av sparlotteri, det vill säga ett bankkonto där sparande berättigar till en vinstchans i ett tillhörande lotteri. Med syftet att öka incitamenten för sparande sköt staten före 1985 till vinstmedel. Efter 1985 är sparformen självfinansierad genom att hela eller delar av räntan avsätts till en vinstpott som fördelas mellan spararna genom lottdragning. När vinstsparandet var som mest populärt under 1980- och 1990-talen hade uppskattningsvis hälften av Sveriges befolkning minst ett Vinnar- eller Miljonkonto.
Vinstsparande är en direkt efterföljare till de lotterier som 1950 infördes som ett incitament för ungdomar under 25 år att delta i det som då kallades lönsparande. Sedan åtminstone 2007 har ingen svensk aktör erbjudit vinstsparande. I och med den nya spelregleringen som trädde i kraft 2019 upphävdes alla specialregler om vinstsparande och sparlotterier omfattas av licenskravet i Spellagen.

## Historik

### Lönsparandet
Efter andra världskrigets slut fanns i Sverige en önskan om att få unga lönearbetare att öka sitt sparande, framförallt för att underlätta familjebildning och anskaffandet av ett eget boende. På förslag från Folkrörelsernas sparkampanj inrättade regeringen 1950 därför en ny form av sparande riktat till unga kallat lönsparande. Detta sparande var skattemässigt gynnat, men pengarna skulle vara låsta till kontohavaren fyllde 25 år. För att ge ytterligare incitament sköt staten till medel som lottades ut bland de sparare som gjort insättningar under året. Den första dragningen hölls i mars 1951 och organiserades av Riksgäldskontoret. Vinsterna var skattebefriade. I början av 1960-talet infördes ett liknande program öppet även för äldre löntagare under namnet allmänt lönsparande. År 1972 avskaffades ungdomens lönsparande och det allmänna lönsparandet. I stället infördes en enhetlig form för sparandet som kallades för det nya lönsparandet.

### Namnändring och expansion
Regeringen tillsatte i slutet av 1970-talet en utredning kallad Lönsparutredningen för att se över regelverket. Nya former av sparande fördes in under begreppet lönsparande och det tidigare programmet med lotteriinslag bytte 1978 namn till vinstsparande. Utöver bankerna erbjöd även KF:s och HSB:s sparkassor vinstsparande.
Under 1970-talet och tidiga 1980-talet ökade antalet konton kraftigt, liksom statens kostnader att subventionera lotteriet. Från knappt 350 000 konton i nya lönsparandet 1972 nåddes 1983 över 1,5 miljoner vinstsparkonton. Under samma tid mer än hundrafaldigades statens kostnader för sparformen, från 1,5 miljoner kronor budgetåret 1972/73 till 168,5 miljoner kronor budgetåret 1982/83.

### Självfinansierade miljon- och vinnarkonton från 1985
De ökande kostnaderna ledde till att systemet avvecklades 1985 på initiativ av regeringen Palme. Bankerna gavs samtidigt möjlighet att själva driva sparformen vidare och bekosta lotteriet med en del av räntan. Bankerna och sparkassorna anmodades att söka tillstånd hos Regeringen enligt lotterilagen för att få driva vinstsparade efter 1 januari 1985. I de utfärdade tillstånden angavs en villkor, bland annat att högsta tillåtna månadsinsättning var 500 kronor och att utlottningsdelen som mest fick motsvara en årsavkastning på 2 %, vilket 1987 ökades till 4 %.
I samband med skiftet nylanserade sparbankerna sparformen under varumärket Miljonkonto. Antalet dragningar ökades från två till tolv per år och högsta vinsten höjdes till 1 miljon kronor. I augusti 1985 fanns det 1,5 miljoner Miljonkonton, en fördubbling sedan det nya konceptet infördes. Det goda mottagandet gjorde att affärs- och föreningsbankerna snart följde efter med en motsvarande produkt kallad Vinnarkonto. Som mest hade de båda parallella systemen omkring två miljoner konton vardera. KF fortsatte också att erbjuda ett eget alternativ som kallades Vinstkonto.
Det allmänt sjunkande ränteläget i Sverige under 1990-talet och tidiga 2000-talet ledde till att Vinnar- och Miljonkonton avvecklades.Föreningssparbanken och sparbankerna avvecklade Miljonkontot 2004 och angav då de sjunkande räntorna som skäl, detta trots att man vid det laget slutat ge ränta på det insatta kapitalet. De omkring en miljon spararnas konton gjordes då om till vanliga sparkonton. Sedan 2007 har ingen aktör redovisat skatt på vinstsparande, vilket indikerar att de sista dragningarna sannolikt hölls det året. I samband med att spelmarknaden omreglerades 2019 blev vinstsparande licenspliktigt.

## Vinstplaner
Vinstplanerna för Vinnar- och Miljonkontona påminde om vanliga lotterier så tillvida att den högsta vinsten kompletterades med ett antal mindre vinster så undefär en tredjedel av spararna varje år fick någon vinst. Regeringen slog till och med fast i sin proposition 1984 att vinstplanen inte bör avvika från vad som är brukligt vid vanliga lotterier. Vinstplanerna ändrades flera gånger, varje gång med regeringsbeslut som godkännande.
Sparbankerna noterade under 1990 ett minskat intresse för att göra insättningar på Miljonkonto, vilket gjorde att man ökade antalet dragningar till två per månad. Den tidigare dragningen, där vinstchansen fördelades efter saldo på kontot, kallade man "saldolotteri". I den nya dragningen, som kallades "nysparlotteri", fördelades vinstchansen efter nettoinsättningar under månaden. Den som hade tagit ut mer än de satt in på kontot under månaden blev då utan vinstchans i nysparlotteriet. Samtidigt höjdes minimisaldot för att få delta i saldolotteriet till 800 kronor. Insättningsgränsen höjdes 1992 från 800 kronor per månad till 1 600 kronor. Vinnarkonto ökade 1992 högsta vinsten till två miljoner kronor. Under 1996 minskades antalet dragningar på Miljonkonto åter till en per månad och på Vinnarkonto från tolv till fyra per år för att vinstbeloppen skulle kunna hållas uppe samtidigt utan att ta bort räntan på det insatta kapitalet.
Vinnarkonto hade fasta vinster från 1 000 kronor upp till en miljon kronor. Därutöver fanns så kallade oddsvinster, som gav utdelning på 1, 10 eller 100 gånger sparkapitalet. Dessutom hade man "födelsedagsvinster" om 100 kronor som lottades ut bland de sparare som hade födelsedag under den dragningsmånaden. I den vinstplan om cirka 19,6 miljoner kronor som gällde från den mars 1994 stod fasta vinster för 6,5 miljoner kronor, varav en vinst på två miljoner och en på en miljon, oddsvinster för cirka 6,9 miljoner, jämnt fördelade på 1-odds, 10-odds och 100-odds, och födelsedagsvinster stod för cirka 6,2 miljoner kronor.
Miljonkonto hade en vinstplan med jämförelsevis fler småvinster. I vinstplanen från 1994 om totalt cirka 17,7 miljoner kronor delades omkring 6,3 miljoner ut som vinster på 40 och 100 kronor. Detta gav två miljonvinster vardera. Övriga vinster fördelade sig så att total vinstsumma på saldolotteriet var cirka 10,7 miljoner kronor och på nysparlotteriet 7,0 miljoner kronor.

## Beskattning
Vinster i vinstsparande var skattefria fram till reformen 1985, varefter de belades med vinstskatt. Vinstskatten betalades av banken och angivna vinstbelopp avsåg alltid utbetalning efter avdragen skatt. Ursprungligen var vinstskatten 30 %. Skattesatsen höjdes 1987 till 40 % i samband med att utlottningens andel av avkastningen tilläts öka. Ändringen motiverades med att marginalskatten på kapitalinkomster för de flesta sparare var så hög som 50 %.  Från 1992 sänktes skatten på vinster från 40 % åter till 30 % för att harmoniera den lägre skattesatsen på penninglotterier liksom den ny platta skatten på kapitalinkomster som infördes med skattereformen 1990–1991. Skattesatsen kom då att regleras i en särskild lag om skatt på vinstsparande mm. Denna lag avskaffades 2019 och vinstsparande beskattas sedan dess – om någon aktör skulle erbjuda det – på samma sätt som andra licenspliktiga lotterier, det vill säga med 18 procent av licensinnehavarens förtjänst.